# Carlo Tresca
Carlo Tresca, né le 9 mars 1879 à Sulmona en Italie et assassiné à New York le 11 janvier 1943, probablement par un tueur de la mafia, était un leader syndical italien, émigré aux États-Unis en 1904 et militant au sein des Industrial Workers of the World.
En 1921, il est membre du « Venanzi Memorial Commitee » qui s'était chargé d'éditer un recueil des textes de Flavio Venanzi à titre d'hommage posthume.

## Œuvre
- L'attentato a Mussolini ovvero il segreto di pulcinella, Firenze, Bi-Elle, 2004, notice.